# Malta (Paraíba)
Pour les articles homonymes, voir Malta.
Malta est une ville brésilienne de l'ouest de l'État de la Paraíba.
Sa population était estimée à 5 800 habitants en 2009. La municipalité s'étend sur 156 km2.

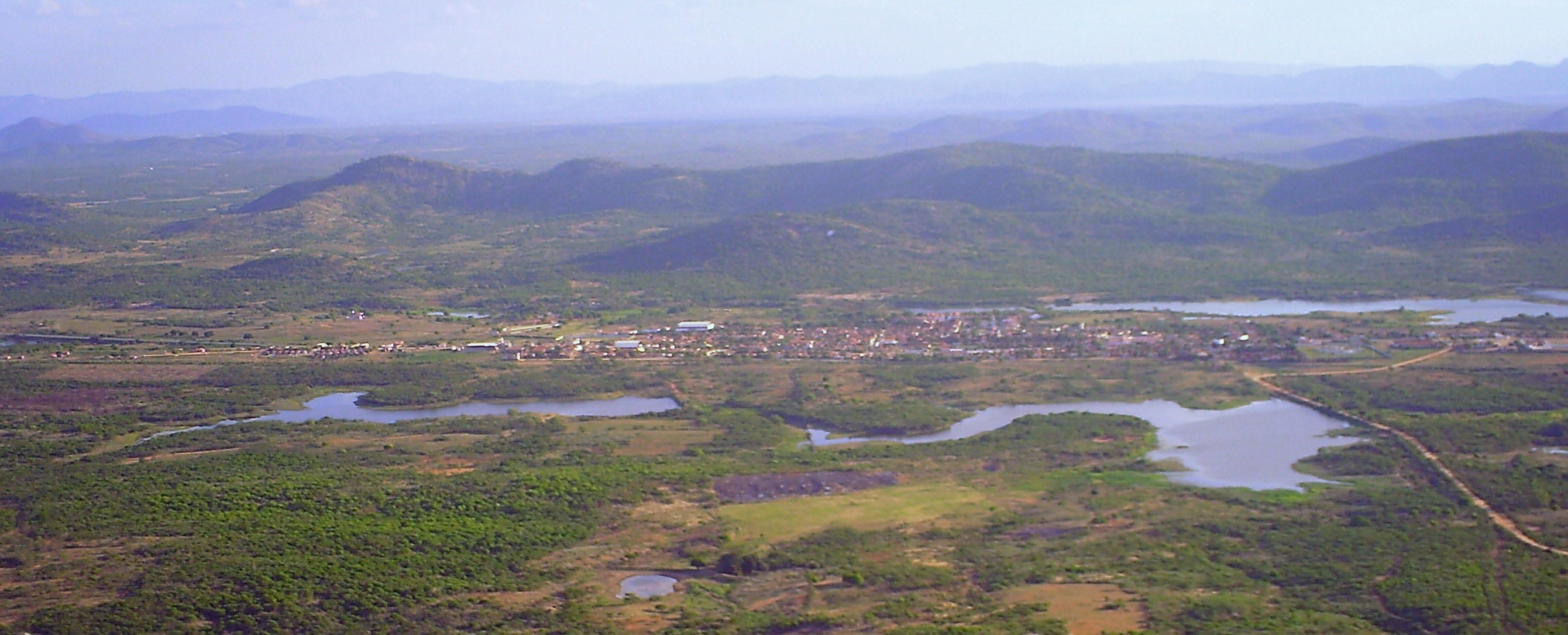
Malta